# (9152) 1980 VZ2
(9152) 1980 VZ2 (1980 VZ2, 1969 TD7, 1996 AV17) — астероїд головного поясу, відкритий 1 листопада 1980 року.
Тіссеранів параметр щодо Юпітера — 3.505.